# Historia del uniforme del Club Estudiantes de La Plata

## Historia y evolución

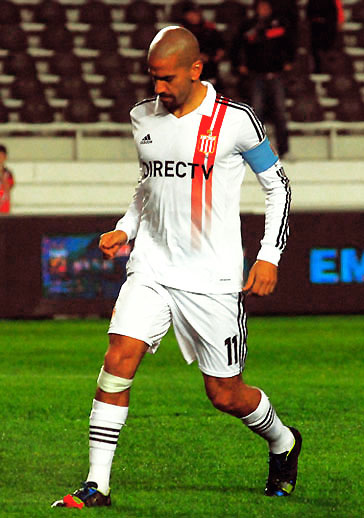
Juan Sebastián Verón, con la alternativa de 2013 en homenaje al equipo campeón del mundo.

El uniforme oficial titular del Club Estudiantes de La Plata, a rayas verticales rojo punzó y blanco, toma los colores y el diseño de la camiseta utilizada por los equipos del English High School; entre éstos, el conjunto de los exalumnos del colegio, el Alumni Athletic Club, el que fuera el equipo del fútbol argentino más destacado de la primera década del siglo XX. Esto originó que el uniforme fuera rechazado por la Argentine Football Association y tenga que rediseñarse con rayas verticales más anchas, incluyendo cinco rojas y cuatro blancas, como finalmente quedó establecido al fundarse el club.
La única modificación que tuvo la camiseta titular de Estudiantes se habría producido durante la era amateur, en el campeonato de ascenso de 1908, cuando pudo haber utilizado un modelo rojo con una franja blanca sobre el pecho, debido a un pedido de la AFA por su similitud con la de Alumni. Aunque no existe registros fotográficos que puedan documentar esta afirmación.
Salvo esta excepción, el uniforme no sufrió cambios trascendentes a lo largo de su historia, aunque, indistintamente, algunas temporadas presentó diseños con tres, dos y hasta una franja vertical roja, pero más anchas y con mayor predominio del blanco. Los pantalones y las medias que componen el uniforme oficial tradicional son negros, con variaciones, según las temporadas, en blanco o rojo.

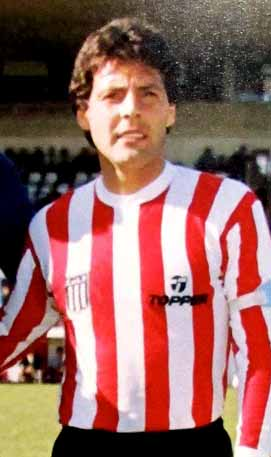
Miguel Ángel Russo, con un modelo titular de 1984.

Una curiosidad fue el modelo que la empresa Olan, encargada por entonces de proveer la indumentaria al club, diseñó entre 1998 y 1999, dividiendo la camiseta en mitades iguales, con bastones verticales rojos y blancos que eran anchos en el margen derecho y angostos del lado izquierdo.
El uniforme alternativo, aunque históricamente fue blanco con pequeños vivos rojos, fue modificado durante algunos períodos. En la década de 1930, por caso, el club utilizó un modelo ajedrezado con cuadros rojinegros en la totalidad de la camiseta. También usó indumentaria completamente roja, con vivos blancos, durante las décadas de 1930, 1940, 1950 y 1960, al igual que entre 1993 y 1994, cuando la firma Adidas volvió a distribuir camisetas rojas, pero con pantalones blancos. Y ya en el siglo XXI llegaron los diseños alternativos más innovadores: el de 2000 y 2001, cuando la empresa Mitre estableció un modelo totalmente gris con pequeños detalles en rojo, y los diseñados por la firma Topper: entre 2007 y 2008, a rayas verticales grises y negras; en 2009, tras la obtención de la cuarta Copa Libertadores, de color dorado; y el de 2010, nuevamente gris con vivos rojos y blancos. Hasta ese año, la alternativa conservaba el esbozo original blanco, con vivos rojos y sobreimpresos de tono gris, en la zona del torso, con las imágenes de la Copa Intercontinental y la Copa Libertadores logradas por la institución. En 2012, nuevamente auspiciado por Adidas, se diseñó, por primera vez para el club, un uniforme alternativo íntegramente negro.
La firma británica Umbro diseñó en 2016 una nueva camiseta alternativa, roja y con vivos dorados; y, en 2018, por primera vez en su historia, otra de color naranja coral con pequeños vivos verticales en rojo. Asimismo, al cumplirse las bodas de oro del título mundial conseguido en 1968, el club volvió a lucir el uniforme alternativo completamente blanco, que, en homenaje a aquel logro, se utilizó regularmente durante el Campeonato de Primera División 2018/19.
Desde enero de 2022, el proveedor oficial de indumentaria deportiva es Ruge, marca propiedad del club cuya manufactura recae en la empresa Mateu Sports. Esta firma diseñó, en la temporada 2023, una tercera equipación oficial, nuevamente con predominio de gris, en dos tonalidades acromáticas que se diferencian entre sí por las rayas verticales que dividen la indumentaria, siguiendo el diseño de la camiseta titular que usara la Selección de fútbol de Argentina en la Copa del Mundo 1986. El modelo fue desarrollado en homenaje a Carlos Salvador Bilardo, entrenador del seleccionado campeón del mundo en el Mundial de México, al cumplirse 40 años del primer partido que este entrenador dirigió en la Selección Argentina.

### Proveedores y patrocinadores
Las tablas detallan en orden cronológico los nombres de las firmas proveedoras de indumentaria y los patrocinadores que tuvo Estudiantes desde 1977.
| Período       | Logo | Proveedor    |
| ------------- | ---- | ------------ |
| 1977-1978     |      | Diportto     |
| 1979          |      | Olimpia      |
| 1980-1981     |      | Adidas       |
| 1982-1988     |      | Topper       |
| 1988-1994     |      | Adidas       |
| 1994-2000     |      | Olan         |
| 2000-2004     |      | Mitre        |
| 2005-2006     |      | Penalty      |
| 2006-2011     |      | Topper       |
| 2012-2015     |      | Adidas       |
| 2016-2018     |      | Umbro        |
| 2019-2021     |      | Under Armour |
| 2022-presente |      | Ruge         |

| Período       | Logo | Patrocinador             |
| ------------- | ---- | ------------------------ |
| 1983          |      | Diario El Día *          |
| 1988-1991     |      | Lotería de la Provincia  |
| 1991-1993     |      | Inca Seguros             |
| 1993-1994     |      | Esso                     |
| 1994-1997     |      | Banco Crédito Provincial |
| 1998-1999     |      | Carta Automática         |
| 1999-2000     |      | Carta Franca             |
| 2000-2002     |      | Parmalat                 |
| 2002-2004     | -    | Ninguno                  |
| 2005-2007     |      | Bieckert                 |
| 2006          |      | Multicanal *             |
| 2008          |      | Zanella *                |
| 2008-2011     |      | RCA                      |
| 2012-2016     |      | DirecTV                  |
| 2017-2018     |      | DirecTV Sports           |
| 2019          | -    | Ninguno                  |
| 2020          |      | RCA                      |
| 2021-2023     |      | Bplay                    |
| 2024-presente |      | Saint-Gobain             |

| Período       | Patrocinador                  |
| ------------- | ----------------------------- |
| 2011-2015     | (mangas)                      |
| 2019-2022     | Rapicuotas (mangas) (espalda) |
| 2023-presente | Mejor Crédito (espalda)       |
| 2023-presente | Bricks M2V (mangas)           |

Nota: Durante la Copa Libertadores 2006, el patrocinador fue la empresa proveedora de televisión por cable Multicanal; y en la edición de 2008, la fábrica de motocicletas Zanella. En 1983, el diario El Día sólo patrocinó los partidos que Estudiantes disputó por la Copa Libertadores.
Nota: Ruge es una marca propia creada por el club, manufacturada por la empresa Mateu Sports.

### Uniformes titulares
| 1906-1907 | 1908 | 1909-1912 | 1913-1940 | 1941-1952 | 1953-1956 | 1957-1958 |  |

| 1959 | 1960-1961 | 1961-1962 | 1963-1969 | 1970-1971 | 1972 | 1973-1979 |  |

| 1980 | 1981 | 1982-1983 | 1983-1986 | 1987 | 1988 | 1988-1990 |  |

| 1990-1991 | 1991-1993 | 1993 | 1994 | 1994-1995 | 1996-1998 | 1998-1999 |  |

| 1999-2000 | 2000 | 2000-2001 | 2002 | 2003-2004 | 2005 | 2006 |  |

| 2007-2008 | 2009-2010 | 2010 | 2011 | 2012 | 2013-2014 | 2015 |  |

| 2016 | 2017 | 2017-2018 | 2018 | 2019 | 2020 | 2021 |  |

| 2022 | 2023 | 2024 | 2025 |  |

1. ↑  El diseño de esta equipación fue oficializado a través de una resolución de la Comisión Directiva, en 1908, aunque no existe ninguna confirmación sobre su utilización como uniforme titular.

### Uniformes suplentes
| 1913-1917 | 1924 | 1927-1929 | 1930 | 1932 | 1935-1940 | 1946-1951 |  |

| 1954-1955 | 1956 | 1960-1961 | 1961 | 1962 | 1963 | 1964-1966 |  |

| 1968 | 1968-1969 | 1969-1978 | 1979 | 1980 | 1981 | 1982-1986 |  |

| 1986-1988 | 1988-1990 | 1990-1991 | 1992-1993 | 1993-1994 | 1994 | 1994-1997 |  |

| 1998-1999 | 1999-2000 | 2000-2001 | 2002 | 2003-2004 | 2005 | 2006 |  |

| 2007-2008 | 2008-2010 | 2010-2011 | 2012-2013 | 2013-2014 | 2015 | 2016 |  |

| 2017-2018 | 2018 | 2019 | 2020 | 2021 | 2022 | 2023 |  |

| 2024 | 2025 |

### Uniformes terceros
| 1933 | 1935-1936 | 1945 | 1990-1992 | 1993-1994 | 2003-2004 | 2009-2010 |  |

| 2016 | 2016 | 2018 | 2020 | 2021 | 2022 | 2023 |  |

| 2024 | 2025 |

1. ↑  Este diseño de indumentaria no fue utilizado en partidos oficiales.